# Heavy D
Dwight Arrington Myers, conhecido artisticamente por Heavy D (Mandeville, Jamaica, 24 de maio de 1967 - Beverly Hills, 8 de novembro de 2011) foi um cantor, ator e produtor musical jamaicano, naturalizado norte-americano. Foi líder do grupo de hip hop Heavy D & the Boyz.